# Rosatiinvolution
Inom matematiken är en Rosatiinvolution, uppkallad efter Carlo Rosati, en involution på den rationella endomorfiringen av en abelsk varietet inducerad av en polarisering.